# Carrer Rectoria (Alpens)
El Carrer Rectoria és una via pública d'Alpens (Lluçanès) inclosa a l'Inventari del Patrimoni Arquitectònic de Catalunya.

## Descripció
Carrer que parteix de la plaça de l'església, a la façana dreta d'aquesta on hi ha la porta lateral de l'església parroquial de Santa Maria d'Alpens. Una de les bandes, doncs, és la façana lateral de l'església i l'altre té sols dues cases de dos pisos cadascuna, tot i que la casa que fa cantonada al carrer Graells en té tres en aquesta banda. els murs són de pedra irregular i morter, actualment parcialment arrebossats. totes les obertures tenen muntants, llindes i ampits de pedra.

## Història
El nom del carrer ve donat per la funció de rectoria que encara fa la casa d'aquest carrer.